# Persone di nome Claudio/Politici
| Questa pagina contiene informazioni ricavate automaticamente dalle voci biografiche con l'ausilio del template Bio e di un bot. L'aggiornamento è periodico e automatico e ricostruisce completamente la pagina. Se manca una persona in questa lista, sei pregato di non aggiungerla, ma accertati piuttosto che la sua voce biografica contenga il template Bio e che i dati anagrafici siano correttamente compilati. Se il template Bio manca, inseriscilo tu stesso o, in alternativa, metti l'avviso {{tmp\|Bio}} che ne segnala la mancanza. Se i dati riportati sono sbagliati, correggi direttamente la voce biografica; le modifiche saranno visibili in questa lista entro pochi giorni. Per chiarimenti vedi il progetto antroponimi. La lista contiene solo le 58 persone che sono citate nell'enciclopedia e per le quali è stato implementato correttamente il template Bio. Pagina aggiornata al 23 mag 2025. |

Questa è una lista di persone presenti nell'enciclopedia che hanno il nome Claudio e sono politici.

## A(2)
- Claudio Asta, politico italiano (Castiglion Fiorentino, n. 1948)
- Claudio Azzolini, politico italiano (Napoli, n. 1940)

## B(6)
- Claudio Barbaro, politico e dirigente sportivo italiano (Roma, n. 1955)
- Claudio Beorchia, politico italiano (Udine, n. 1932)
- Claudio Bonansea, politico italiano (Bricherasio, n. 1951)
- Claudio Borghi, politico italiano (Milano, n. 1970)
- Claudio Broglia, politico italiano (Crevalcore, n. 1961)
- Claudio Burlando, politico italiano (Genova, n. 1954)

## C(8)
- Claudio Carnieri, politico italiano (Terni, n. 1944)
- Claudio Caron, politico e sindacalista italiano (Tremosine, n. 1951)
- Claudio Casadio, politico italiano (Faenza, n. 1956)
- Claudio Giulio Ecclesio Dinamio, politico romano
- Claudio Postumo Dardano, politico romano
- Claudio Cominardi, politico italiano (Calcinate, n. 1981)
- Claudio Corradino, politico italiano (Cossato, n. 1959)
- Claudio Corrarati, politico italiano (Bolzano, n. 1967)

## D(5)
- Claudio D'Amico, politico italiano (Milano, n. 1965)
- Claudio De Vincenti, politico e economista italiano (Roma, n. 1948)
- Claudio Demartis, politico italiano (Sassari, n. 1869 - Tempio Pausania, † 1956)
- Claudio Donelli, politico italiano (Cusano Milanino, n. 1928 - Varese, † 2022)
- Claudio Durigon, politico e sindacalista italiano (Latina, n. 1971)

## E(1)
- Claudio Ermogeniano Cesario, politico romano

## F(4)
- Claudio Fazzone, politico italiano (Fondi, n. 1961)
- Claudio Ferrucci, politico italiano (Campli, n. 1928 - † 1983)
- Claudio Franci, politico italiano (Castel del Piano, n. 1956)
- Claudio Frontera, politico italiano (Volterra, n. 1952)

## G(2)
- Claudio Grassi, politico italiano (Reggio Emilia, n. 1955)
- Claudio Gustavino, politico italiano (Genova, n. 1958)

## L(1)
- Claudio Lenoci, politico italiano (Bari, n. 1942)

## M(13)
- Claudio Maderloni, politico italiano (Ancona, n. 1952)
- Claudio Mamertino, politico e oratore romano
- Claudio Mancini, politico italiano (Roma, n. 1969)
- Claudio Martelli, politico, giornalista e scrittore italiano (Gessate, n. 1943)
- Claudio Martini, politico italiano (Il Bardo, n. 1951)
- Claudio Massimo, politico e filosofo romano
- Claudio Merenda, politico e avvocato italiano (Potenza, n. 1921 - † 2008)
- Claudio Micheloni, politico italiano (Campli, n. 1952)
- Claudio Molinari, politico italiano (Riva del Garda, n. 1956)
- Claudio Morganti, politico italiano (Prato, n. 1973)
- Claudio Moscardelli, politico italiano (Latina, n. 1962)
- Claudio Muccioli, politico sammarinese (n. 1958)
- Claudio Mussato, politico e avvocato italiano (Udine, n. 1944 - Udine, † 2012)

## N(1)
- Claudio Nicolini, politico e fisico italiano (Udine, n. 1942 - Pradalunga, † 2023)

## P(5)
- Claudio Pedrazzini, politico italiano (Lodi, n. 1974)
- Claudio Pedrotti, politico e ingegnere italiano (Bolzano, n. 1950)
- Claudio Petruccioli, politico e giornalista italiano (Terni, n. 1941)
- Claudio Pioli, politico italiano (Torino, n. 1946 - Roma, † 2017)
- Claudio Pontello, politico italiano (Firenze, n. 1925 - † 2002)

## S(3)
- Claudio Sandonnini, politico italiano (Zocca, n. 1817 - Modena, † 1899)
- Claudio Signorile, politico italiano (Bari, n. 1937)
- Claudio Stefanazzi, politico italiano (Tricase, n. 1970)

## T(1)
- Claudio Treves, politico, giornalista e antifascista italiano (Torino, n. 1869 - Parigi, † 1933)

## V(4)
- Claudio Vecchi, politico italiano (Ferrara, n. 1929 - † 2001)
- Claudio Venanzetti, politico italiano (Roma, n. 1928 - Roma, † 2024)
- Claudio Villi, politico e fisico italiano (Trieste, n. 1922 - Roma, † 1996)
- Claudio Vitalone, politico e magistrato italiano (Reggio Calabria, n. 1936 - Roma, † 2008)

## Z(2)
- Claudio Zanetti, politico svizzero (Bülach, n. 1967)
- Claudio Zanotti, politico italiano (Verbania, n. 1956)